# Химера (палеонтологія)

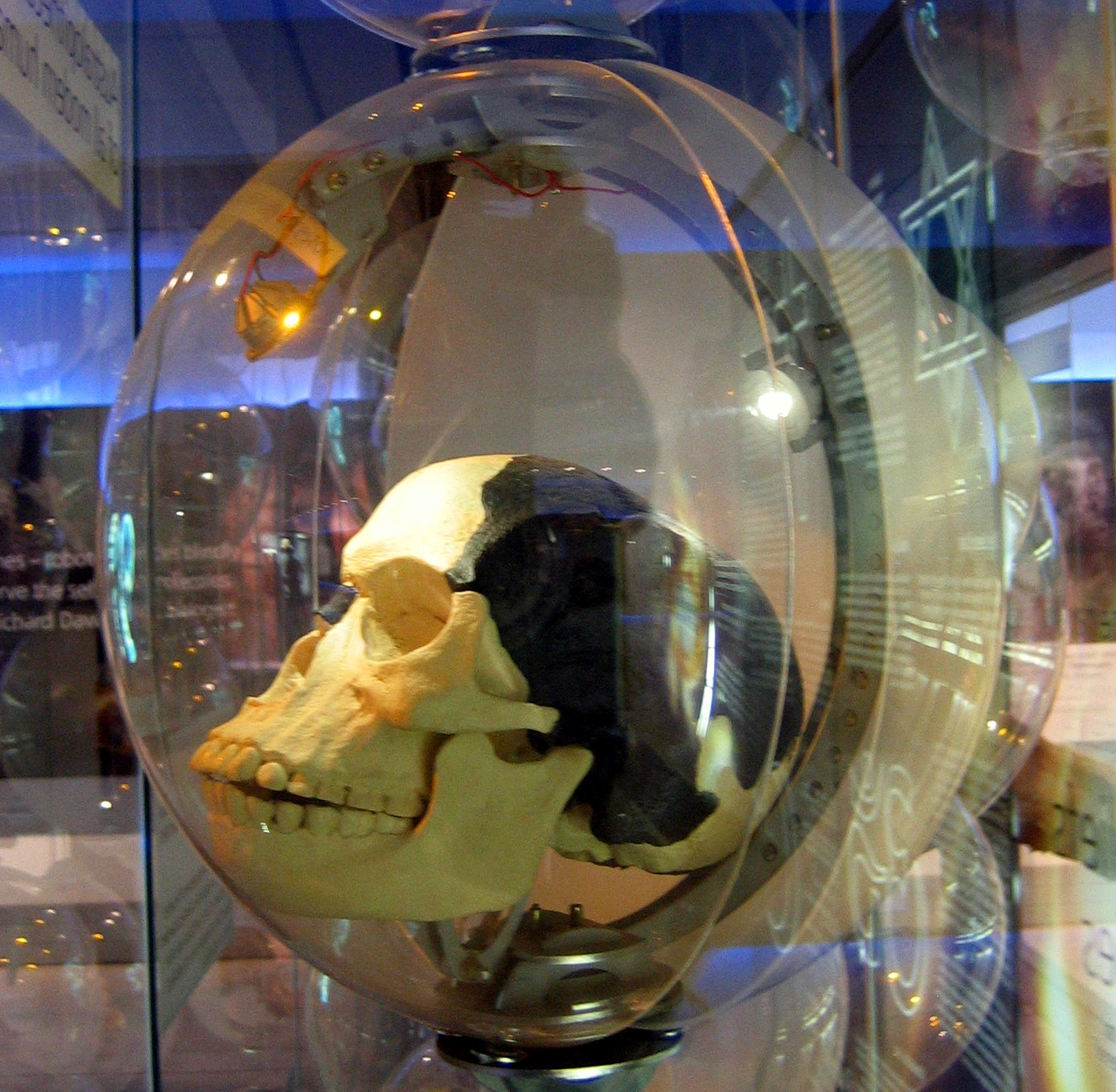
Копія черепа «пілтдаунської людини»

У палентології, химера — скам'янілість, що була реконструйована на основі частин декількох видів або родів. Інакше кажучи, це помилки або навмисні містифікації, що були зроблені палеонтологами з частин, що не належали одному організму. Класичними прикладами є пілтдаунська людина, археораптор та протоавіс.

## Приклади палеонтологічних химер
- Археораптор[1][2]
- Даліанраптор?[3][4]
- Ламетазавр?[5]
- Протоавіс[6][7]
- Пілтдаунська людина[8]
- Ультразавр[9]
- Орнітопсіс[10]
- Тейхівенатор[11]
- Дакотараптор?[12]
- Авалоніанус[13]
- Кутеніхела?[14]
- Полакантойдес?[15]